# Cibernacionalismo
O cibernacionalismo é a expressão e promoção do nacionalismo por meio da Internet, aproveitando sua capacidade de disseminação de informações e organização de movimentos. Essa forma de nacionalismo é uma extensão do conceito de nacionalismo. No caso do cibernacionalismo, a Internet permite que indivíduos de diferentes partes do mundo se conectem virtualmente e expressem seu patriotismo e identidade nacional em plataformas online, como redes sociais e fóruns. Isso contribui para a formação de comunidades virtuais que compartilham uma identidade nacional comum, independentemente das fronteiras geográficas.

## Origem
A origem e evolução do cibernacionalismo remontam à interseção entre o nacionalismo tradicional e a revolução tecnológica da era digital. Com o crescente acesso à Internet e o desenvolvimento das tecnologias digitais, surgiram novas oportunidades para a promoção e disseminação de ideologias nacionalistas no ambiente virtual.
Embora seja controverso atribuir completamente o surgimento do nacionalismo, individualismo e capitalismo à forma da mídia em vez do conteúdo, a tecnologia de comunicação tem um impacto significativo e duradouro na sociedade e na psicologia das pessoas.
Seguindo essa lógica, alguns especialistas, como Nicholas Negroponte, previram que a tecnologia cibernética poderia eventualmente diminuir a importância das nações físicas e do nacionalismo. Eles acreditavam que, sob a influência da tecnologia cibernética, o papel dos estados-nação tradicionais mudaria drasticamente, tornando o nacionalismo menos relevante.
Diversos eventos-chave e marcos importantes têm impulsionado o crescimento do cibernacionalismo. Com o advento das redes sociais, como Facebook, Twitter e outras plataformas de mídia social, houve um aumento significativo na capacidade de disseminar narrativas nacionalistas e coordenar ações coletivas online.
Como um fenômeno social, o cibernacionalismo envolve a reunião de grupos nacionalistas em espaços virtuais. Esses grupos frequentemente realizam ações ofensivas contra outros países, como hacking e tentativas de influenciar eleições. Esse fenômeno pode ser observado em vários países, incluindo Japão, Rússia e China

## Manifestações do nacionalismo digital
No campo do ativismo online, indivíduos e coletivos empregam várias plataformas online, incluindo mídias sociais, fóruns e blogs, como um meio de atacar dissidentes e galvanizar apoiadores. Esses indivíduos e grupos hábeis têm a capacidade de lançar campanhas direcionadas, difundir conteúdo pertencente a agendas nacionalistas e se envolver ativamente em diálogos políticos e sociais.
Outra tática frequentemente empregada por ciber nacionalistas é a disseminação de desinformação e propaganda, com a intenção de manipular narrativas e exercer influência sobre a opinião pública. Isso pode envolver a disseminação de notícias fabricadas, teorias da conspiração e informações distorcidas para promover suas próprias agendas.
Também é bastante utilizado o hacktivismo, no qual facções ciber-nacionalistas recorrem a metodologias de hacking para avançar em suas agendas e realizar operações dirigidas a entidades ou nações percebidas como adversárias ou perigos potenciais.
Utilizando a mobilização da mídia social como um instrumento potente, o nacionalismo cibernético efetivamente emprega hashtags, memes e demais táticas para ampliar sua presença e expandir seu alcance para um espectro mais extenso de indivíduos. A utilização de bots e contas fabricadas em plataformas de mídia social é uma tática comum empregada por vários grupos. Em seus esforços para influenciar eleições e manipular processos políticos, os ciber nacionalistas empregam campanhas de desinformação que servem a dois propósitos principais: prejudicar seus oponentes e reforçar as perspectivas de candidatos que se alinham com suas agendas nacionalistas.

### China
Na China, o cibernacionalismo é muito ativo. Os nacionalistas chineses e o Partido Comunista Chinês usam os recursos da Internet disponíveis a eles (considerando que a Internet é restrita na China pela censura e pelo Grande Firewall) para se organizar online e recrutar mais apoiadores. A visão isolacionista e a tendência xenófoba também são consistentemente ridicularizadas neste aspecto do cibernacionalismo chinês.
Outros nacionalistas chineses usam a Internet para hackear, enviar spam e influenciar a infraestrutura tecnológica de nações que consideram anti-China, principalmente membros da União Europeia, bem como os Estados Unidos e o Japão. Muitos observadores ocidentais, bem como dissidentes chineses, acreditam que os esforços ciber-nacionalistas e de hackers são auxiliados ou organizados pelo governo chinês. No entanto, existem indivíduos e organizações que voluntariamente realizam suas próprias iniciativas cibernéticas para defender seu país. Em 2016, Little Pink, uma organização composta por jovens nacionalistas no meio digital, atacou a conta de mídia social de Chou Tzu-yu depois que a cantora pop taiwanesa agitou a bandeira de Taiwan em um programa de televisão.
Várias das atividades nacionalistas cibernéticas são consideradas reativas ou impulsionadas por eventos e forçadas por atores ou instâncias em que os interesses nacionais da China são prejudicados. Por exemplo, há um aumento no movimento nacionalista cibernético antiamericano toda vez que os EUA elevam seu nível de ameaça contra a China. Esses movimentos geralmente incluem ataques cibernéticos, como o caso do China Eagle Club, uma organização de hackers que realizou o chamado Taiwan Blitz, projetado para combater a ascensão de Chen Shui-bian ao poder.

### Japão
No Japão, recentemente os ciber-nacionalistas (netto-uyoku) tornaram-se muito ativos. Eles se comunicam uns com os outros na Internet. Em 2009, parte dos ciber-nacionalistas agiu contra turistas coreanos na Ilha de Tsushima, localizada perto da Coreia do Sul. Imagens disso podem ser encontradas no YouTube. De acordo com Rumi Sakamoto, "Este episódio é apenas uma expressão do novo nacionalismo de base do Japão, que ganhou força na última década contra o pano de fundo do revisionismo histórico e do neonacionalismo cada vez mais ruidosos". No passado, esse tipo de ação não teria aumentado a conscientização do público, mas a Internet torna mais fácil para esses grupos chamar a atenção do público.

### Rússia
Na Rússia, os grupos nacionalistas usam a Internet para solicitar doações, recrutar e se organizar. Após a Guerra Russo-Georgiana, grupos do Facebook como "Abkhazia não é Geórgia" e outras comunidades da Internet se formaram. Como muitos russos étnicos estavam preocupados com o terrorismo da região do Cáucaso, os nacionalistas russos doxaram estudantes que estudam em universidades caucasianas. Eles também proliferaram vídeos de propaganda nos quais jovens de pele escura espancam russos étnicos.
Ao mesmo tempo, grupos ativistas do governo anti-russo estão recrutando na Internet. Nesse caso, o cibernacionalismo ajuda a construir apoio para a República da Chechênia e para o povo checheno contra o Estado Russo, juntamente com outros grupos minoritários que se sentem marginalizados pela Federação Russa sob Vladimir Putin.

## Controvérsias
O cibernacionalismo é um fenômeno que suscita controvérsias em escala global, pois levanta uma série de questões complexas. Uma das questões centrais diz respeito ao equilíbrio delicado entre a liberdade de expressão e o discurso de ódio. Muitos grupos ciber-nacionalistas utilizam a Internet como plataforma para disseminar mensagens xenófobas, racistas, sexistas e inflamatórias. Isso levanta debates acalorados sobre até que ponto a liberdade de expressão deve ser protegida, mesmo quando se trata de conteúdo online prejudicial.
Além disso, o cibernacionalismo frequentemente envolve táticas de manipulação da opinião pública, como desinformação e propaganda, com o intuito de influenciar eventos políticos, incluindo eleições. Isso coloca em xeque a integridade dos processos democráticos e a capacidade das autoridades e organizações de combater a disseminação de informações falsas na Internet. A segurança cibernética também se torna uma preocupação significativa, uma vez que grupos ciber-nacionalistas recorrem com frequência a táticas de hacking e ciberataques para promover suas agendas – podendo resultar em violações de segurança, roubo de dados e interrupção de serviços online. Outra controvérsia diz respeito à possível relação entre grupos ciber-nacionalistas e governos. Em alguns casos, há especulações de que governos podem apoiar ou até mesmo coordenar esforços ciber-nacionalistas, transformando esses grupos em uma extensão do poder estatal. Isso levanta preocupações sobre a transparência das ações do governo e seu envolvimento em atividades online que visam a desestabilizar outras nações.
O cibernacionalismo frequentemente promove sentimentos xenofóbicos e nacionalistas extremos, o que pode contribuir para tensões internacionais e conflitos. Isso se torna particularmente problemático quando grupos ciber-nacionalistas de um país atacam indivíduos ou instituições em outros países. A regulação da Internet é um tema controverso relacionado ao cibernacionalismo. As tentativas de restringir o discurso online podem entrar em conflito com os princípios da liberdade de expressão, enquanto a falta de regulamentação pode permitir a disseminação descontrolada de conteúdo prejudicial. Finalmente, a identificação e responsabilização dos membros de grupos ciber-nacionalistas são desafios complexos, uma vez que muitos operam de forma anônima ou pseudônima na Internet. Isso torna difícil a aplicação das leis e a responsabilização por atividades ilegais. Essas controvérsias destacam a complexidade do fenômeno do cibernacionalismo e a necessidade de encontrar um equilíbrio entre a proteção da liberdade de expressão e a prevenção do discurso prejudicial, da manipulação online e a manutenção da segurança cibernética, ao mesmo tempo em que se aborda a influência política e as tensões internacionais. 

## Medidas Regulatórias
Medidas regulatórias têm sido adotadas para controlar a Internet, variando de leis de censura a vigilância e monitoramento online. Embora algumas medidas busquem combater discursos de ódio e desinformação, outras podem ser usadas para restringir a liberdade de expressão e silenciar vozes dissidentes. A censura online, em nome da proteção contra o cibernacionalismo, pode criar ambientes ideologicamente homogêneos, prejudicando o debate público e a diversidade de perspectivas. Além das preocupações sobre a liberdade de expressão, as medidas regulatórias e a censura em nome do cibernacionalismo podem ter efeitos significativos na cooperação internacional em segurança cibernética. O fortalecimento do nacionalismo cibernético pode levar a uma mentalidade de isolamento e protecionismo digital, dificultando a troca de informações e colaboração entre países na luta contra ameaças cibernéticas globais. 
A legislação brasileira referente à proteção contra a cibercriminalidade tem evoluído de forma gradual ao longo dos anos, sem uma regulamentação abrangente dedicada à segurança cibernética.   O país tem se apoiado em leis esparsas para abordar crimes cibernéticos e cibersegurança. Uma das primeiras tentativas de legislação sobre crimes cibernéticos foi o Projeto de Lei nº 84/99, que buscava tipificar esses crimes e determinar penalidades. No entanto, a Lei 12.737, conhecida como "Lei Carolina Dieckmann", promulgada em 2012, foi um marco importante, tipificando como conduta criminosa a invasão de dispositivos informáticos e interrupção de serviços de utilidade pública.
A Lei 12.965/2014, o Marco Civil da Internet, estabelece princípios, garantias e direitos para o uso da Internet no Brasil, incluindo aspectos relacionados à segurança da informação e ao tratamento de dados.[12]  Já a Lei 13.709/2018, a Lei Geral de Proteção de Dados (LGPD), entrou em vigor em 2020 e trouxe diretrizes para a proteção de dados pessoais, destacando a importância da cibersegurança e a necessidade de medidas técnicas e administrativas para proteger esses dados.
O Brasil também tem desenvolvido estratégias nacionais para segurança cibernética, como a Política Cibernética de Defesa e a Doutrina Militar de Defesa Cibernética, além da Estratégia Nacional de Segurança Cibernética (e-Ciber) e da constitucionalização do direito fundamental à proteção de dados. Esses avanços legislativos refletem a crescente importância da segurança cibernética no contexto brasileiro, proporcionando um ambiente mais propício para a proteção de dados e o combate à cibercriminalidade.
Nas discussões sobre políticas e planeamento, a importância da cibersegurança está a crescer rapidamente, uma vez que tem o potencial de conduzir a conflitos no futuro. O governo dos EUA reconhece que, com o progresso da tecnologia, os inimigos do país também poderão adquirir capacidades cibernéticas avançadas, o que poderá amplificar os riscos. Para prevenir tais adversários e salvaguardar sistemas cruciais, é imperativa uma estratégia cibernética robusta. O domínio da cibersegurança é um domínio em que os Estados Unidos são pioneiros, mas outras nações como a Rússia, a China e Israel estão a esforçar-se para colmatar a lacuna. Enquanto isso, o Brasil busca ativamente avanços nesse campo, estabelecendo o CDCiber e enfrentando o problema contínuo dos frequentes ataques cibernéticos. Mesmo com progressos a nível estratégico, a nação ainda enfrenta numerosos obstáculos e desafios.
O futuro do ciberespaço e da cibersegurança está envolto em incerteza, à medida que continuam a surgir novas ameaças e potenciais conflitos entre nações. No entanto, a colaboração internacional é crucial na busca pela tranquilidade cibernética, uma vez que promove relações mais fortes entre aliados e países. A cibersegurança é uma faceta indispensável da segurança global, sublinhando a importância das relações internacionais neste domínio.